# 筋層
筋層（きんそう、英: muscularis externa）は、脊椎動物の多数の臓器に認められる粘膜下層に接する筋肉の部分である。筋層は、英語で、muscular coat, muscular layer, muscular fibers, muscularis propria, muscularis externaと色々な名前で呼ばれている。筋層は、蠕動のような腸の動きを司っている。
筋層は、通常2つの方向の平滑筋、つまり内側の環状筋、外側の縦走筋を有している。
これに対して、いくつかの例外もある。
胃と大腸においては、筋層に至るまで3つの層が存在する。食道上部においては、筋層は平滑筋と言うよりは骨格筋となっている。筋層の内側の層は、消化器官の2つの場所で括約筋を形成している。
胃の幽門では、幽門括約筋を形成している。肛門では、肛門括約筋を形成している。

## 追加画像

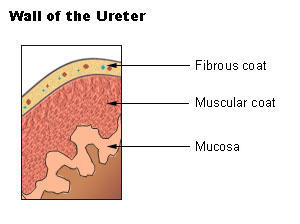
尿管壁
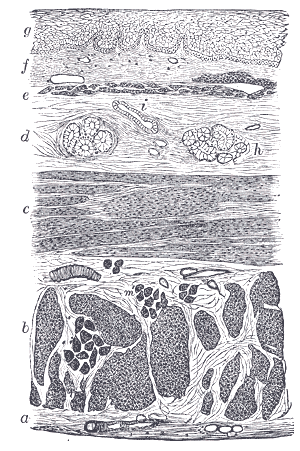
食道壁の部位
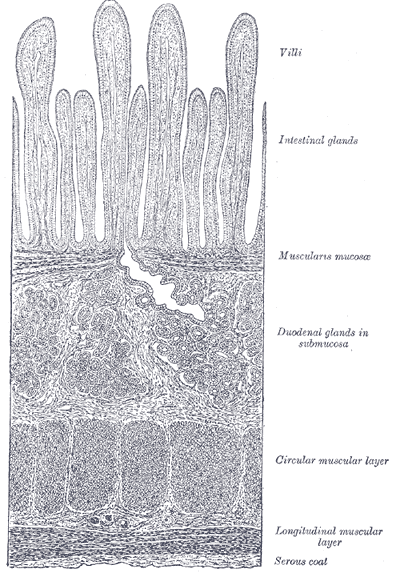
十二指腸の部位
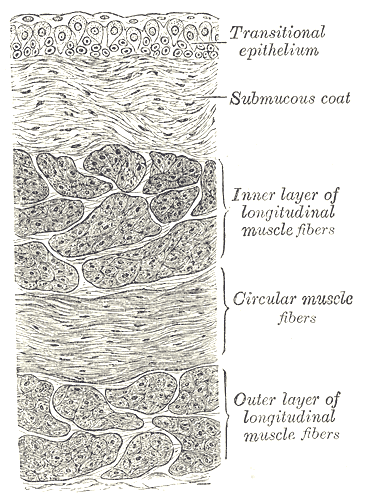
膀胱壁の断面